# Sól
Sól ist ein Dorf in der Gemeinde Rajcza im Powiat Żywiecki in der Woiwodschaft Schlesien.

## Geographie
Sól liegt in den Saybuscher Beskiden, einem Gebirge in den äußeren Westkarpaten, südlich der Stadt Żywiec, an der Grenze zur Slowakei. Die Ortschaft streckt sich über mehrere Kilometer entlang der Straße im Tal der Słanica und Czarna Soła zwischen den Bergmassiven von Oźna, Rachowiec, Kłokocz und Łysica.
Durch die Ortschaft fließt der Słanica, der in den Czarna Soła im unteren Teil der Ortschaft mündet.
In der Ortschaft entspringen zwei Heilwasserquellen.

## Geschichte
Die ersten Informationen über die Ortschaft stammen aus dem Jahre 1664 und betreffen die Salzförderung, die erst im Jahr 1824 endgültig aufgegeben wurde. Im November 1894 wurde Sól an das Schienennetz Żywiec–Čadca (SK) angeschlossen.

## Ortsteile
- Górna Sól (Sól-Słanice)
- Jonecki
- Łazy
- Madlówka
- Podrachowiec
- Słanica
- Zadział
- Zagajka

## Verkehr
Durch Ortschaft verläuft die Bahnstrecke Zwardoń(PL/SK)-Katowice

## Galerie

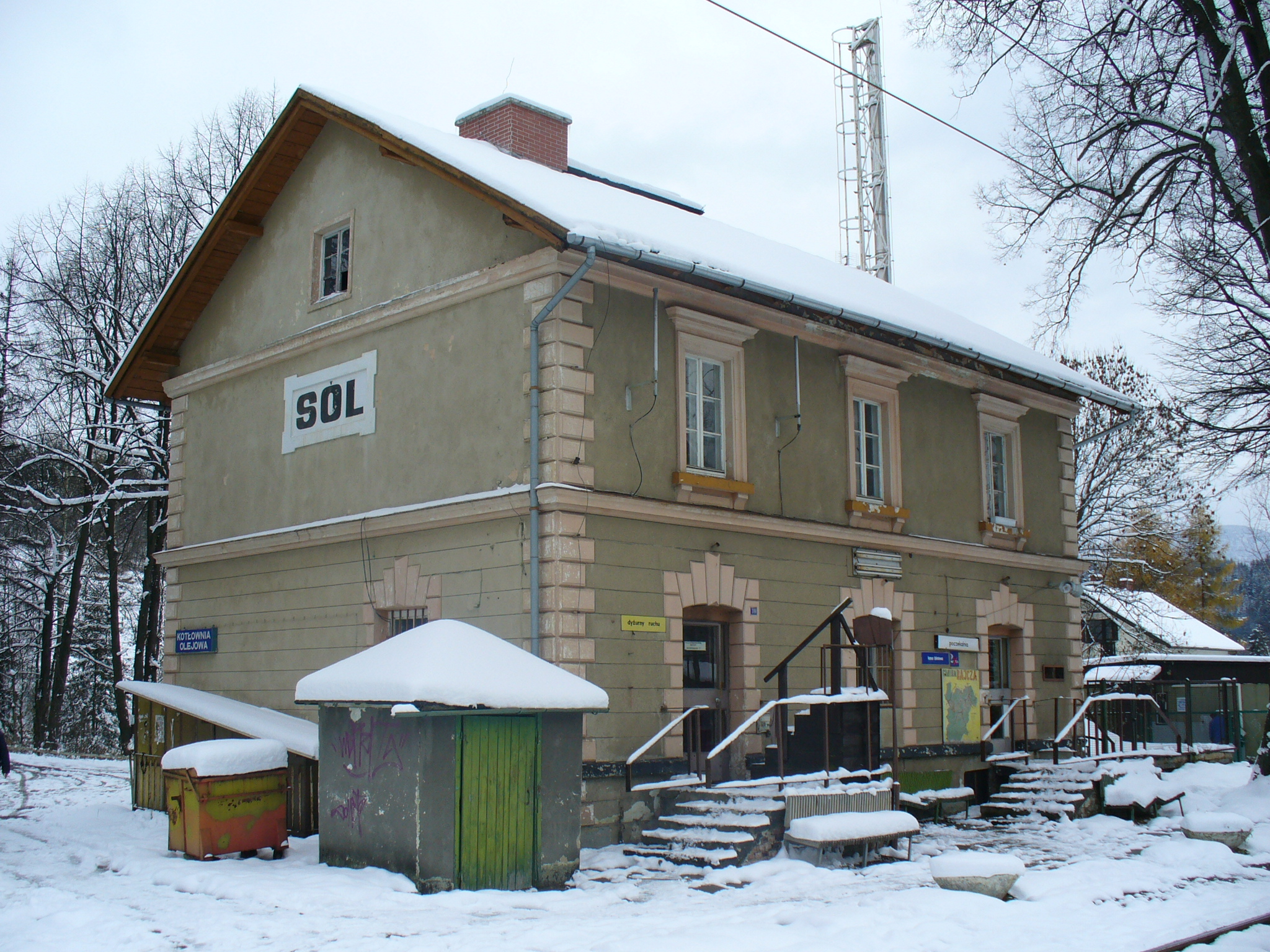
Bahnhof in Sól
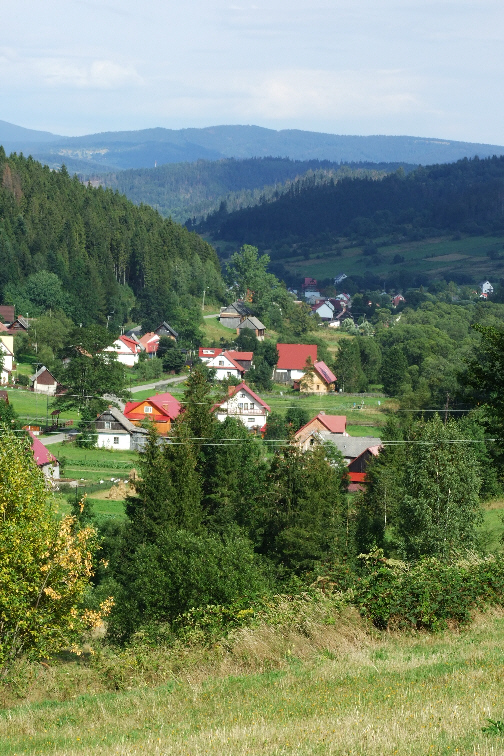
Sicht von der Oźna
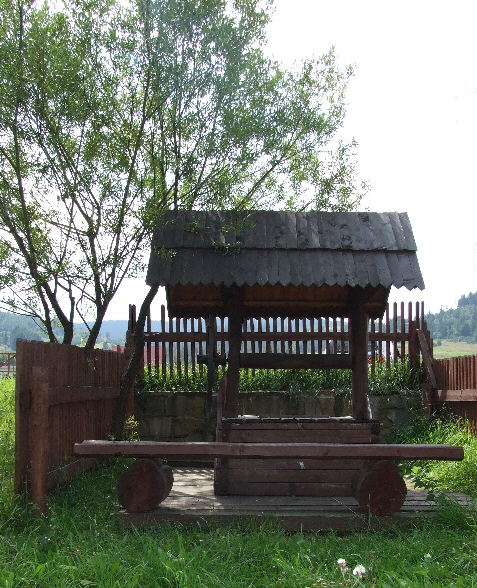
Heilwasserquelle in Sól